# Thomas Herzog (Architekt)
Thomas Herzog (* 3. August 1941 in München) ist ein deutscher Architekt und Wissenschaftler. Seine Verdienste beruhen auf der Forschung und Entwicklung von bautechnischen Hüllen und Materialien für Gebäude unter Ausnutzung der jeweils herrschenden klimatischen Bedingungen und der Sonneneinstrahlung sowie neuartigen Gebäudetypen als Ganzes für unterschiedliche Nutzungen.

## Werdegang
Herzog studierte in den Jahren 1960 bis 1965 und erwarb sein Diplom an der Technischen Universität München. In den Folgejahren arbeitete er bis 1969 bei Professor Peter C. von Seidlein. Im Jahre 1971 gründete er sein eigenes Büro. 1972 wurde er an der Universität Rom zum Thema Pneumatische Konstruktionen promoviert.
Lehrtätigkeit
Herzogs akademische Laufbahn begann an der Universität Stuttgart als wissenschaftlicher Assistent und Lehrbeauftragter. Er wurde Deutschlands jüngster Architekturprofessor 1973 an der Gesamthochschule Kassel, heute Universität Kassel. Weitere Berufungen waren 1986 an die Technische Hochschule Darmstadt und 1993 an die Technische Universität München, wo er 2006 emeritiert wurde und 2007 den Ehrentitel Emeritus of Excellence erhielt. Gastprofessuren führten ihn 2003 an die Tsinghua-Universität in Peking und im gleichen Jahr war er Graham-Professor an der University of Pennsylvania. 2004 war er Gastprofessor an der Königlich Dänischen Kunstakademie Kopenhagen. 2007 wurde ihm die Ehrendoktorwürde der Universität Ferrara verliehen.
Seit 1982 arbeitet Herzog an verschiedenen Forschungs- und Entwicklungsarbeiten für private und öffentliche Auftraggeber.
Mitgliedschaften
- Académie d'Architecture, Paris
- Akademie der Künste, Berlin
- Bayerische Akademie der Schönen Künste, München
- Akademie der Wissenschaften und der Künste, Sankt Petersburg, Russland
- International Academy of Architecture, UNESCO, Sofia, Bulgarien
- Fraunhofer-Gesellschaft
- PLEA
- EUROSOLAR
- Bund Deutscher Architekten BDA
- Deutscher Werkbund

## Bauten
- 1966–1968: Ferienhaus, Prien am Chiemsee mit Rudi + Roswitha Then Bergh und Ingenieure Sailer & Stepan[2]
- 1977–1979: Haus und Garten Burghardt, Regensburg mit Verena Herzog-Loibl, Ingenieur Julius Natterer, Landschaftsarchitekt Peter Latz und Künstler Rainer Wittenborn[3]
- 1979–1982: Wohnanlage Richter, München
- 1981–1983: Hausgruppe Kranichstein, Darmstadt
- 1982–1984: Baumarkt, Lohhof (Unterschleißheim)
- 1987–1991: Gästehaus der Jugendbildungsstätte, Windberg mit Peter Bonfig und Ingenieur Julius Natterer[4]
- 1989–1992: Produktionshalle und Energiezentrale Wilkhahn, Eimbeckhausen
- 1988–1993: Design Center Linz, Kongress- und Ausstellungszentrum mit Kongresshotel
- 1994: Atelierhaus Herzog, München mit Peter Bonfig und Ingenieur Sailer und Stephan[5]
- 1994–1996: Halle 26, Deutsche Messe AG, Hannover
- 1994–1997: Tank- und Rastanlage Lechwiesen, Landsberg am Lech
- 1994–2001: Wohnhausanlage[6], Linz
- 1994–2003: Verwaltungsbauten für SOKA-BAU, Wiesbaden
- 1995–2004: Wohnungsbau solarCity Linz, Linz-Pichling
- 1999–2000: Expodach mit Pavillons zur Expo 2000, Hannover
- 2002–2006: Leibniz-Rechenzentrum, Garching bei München
- 2005: Wohnquartier Shenyang, Volksrepublik China
- 2005–2007: Wohnungsbau, Aarhus
- 2005–2008: Planung zusammen mit F. Tucci Solare Wohnbauten, Rom Lunghezzina II
- 2006: Kunstakademie Guangzhou, Volksrepublik China
- 2006–2009: Oskar von Miller Forum, München[7]
- 2011: Bahnhof Bozen, Wettbewerb 2. Platz

## Ehrungen und Preise
- 1971: Rompreis der Deutschen Akademie Rom Villa Massimo
- 1981: Mies van der Rohe Preis für Haus Burghardt, Regensburg
- 1981: BDA-Preis Bayern für Haus Burghardt, Regensburg
- 1982: Werkbundauswahl für Ferienhaus, Prien
- 1983: BDA-Preis Bayern für Wohnanlage Richter, München
- 1991: BDA-Preis Bayern für Gästehaus der Jugendbildungsstätte, Windberg
- 1993: Großer BDA-Preis
- 1994: Balthasar-Neumann-Preis für Produktionshalle und Energiezentrale Wilkhahn, Eimbeckhausen
- 1994: Kulturpreis des Landes Oberösterreich im Fach Architektur mit Hanns Jörg Schrade und Heinz Stögmüller
- 1996: Auguste-Perret-Preis der Union Internationale des Architectes
- 1996: Architekturpreis der Landeshauptstadt München
- 1998: Den grønne Nål des Dänischen Architektenbundes (dän.: Akademisk Arkitektforening), Kopenhagen
- 1998: Leo-von-Klenze-Medaille
- 1998: Grande médaille d'or du Prix de l'Académie d'Architecture de France, Paris
- 1999: Fritz-Schumacher-Preis
- 2000: Europäischer Preis für Solares Bauen
- 2005: Heinz-Maier-Leibnitz-Medaille
- 2006: Europäischer Preis für Architektur und Technologie
- 2007: International Architecture Award, Chicago Athenaeum
- 2009: Global Award for Sustainable Architecture
- 2016: Bayerischer Verdienstorden
- Haus Burghardt ist Baudenkmal von Regensburg-Kumpfmühl-Ziegetsdorf-Neuprüll[8]

## Ausstellungen (Auswahl)
- 1991: Thomas Herzog: Gläserne Flügel, Bauten aus den Jahren 1978 bis 1992. Architekturgalerie, München. Katalog.
- 2000: Ten Shades of Green. New York City, Urban Center, The Architectural League Austin, University of Texas, 2001 Washington, National Building, Houston, Texas, University of Houston, Denver, Museum of Temporary Art, Portland, National Capital Center, Berkeley, University of California, 2002 Salt Lake City, Public Library, New Port, California, Orange County Museum, Boston, Architectural Center, Las Vegas, Nevada, Neonopolis, 2003 St. Louis Missouri, Washington University, Louisville, Kentucky, Glassworks Gallery, 2004 Portland, Institute of Contemporary Art
- 2001: Thomas Herzog – Architektur + Technologie, Deutsches Architekturmuseum, Frankfurt am Main, 2002 Rom, Acquario Romano, 2003 Peking, Chinesische Nationalbibliothek, Tokio, Hill Side Forum Gallery, Linz, Design Center, Shanghai, Urban Planning Exhibition Center, 2004 Ciudad de México, D. F.,  Palacio de Bellas Artes
- 2004: Thomas Herzog im französischen Pavillon, Venedig, Architekturbiennale
- 2005: Hombroich Raum Ort Labor. Hombroich, Raketenstation, The Architectural League, New York City
- 2005: Métamorphoses Durables. Paris, Palais de la Dorée
- 2005: thomas herzog – reacting skin. Ascoli Piceno, Napoli, Prescara, Milano
- 2008/09: Updating Germany – 100 Projekte für eine bessere Zukunft. Biennale Venedig, DAM, Frankfurt a. M.
- 2009: Global Award for Sustainable Architecture. Cité de l’architecture et du patrimoine, Paris